# Donald Merrick
Donald Merrick (* 26. November 1955) ist ein ehemaliger US-amerikanischer Sprinter.
1975 siegte er bei den Panamerikanischen Spielen in Mexiko-Stadt in der 4-mal-100-Meter-Staffel.

## Persönliche Bestzeiten
- 100 m: 10,28 s, 21. Mai 1978, Tallahassee (handgestoppt: 10,0 s, 19. März 1977, Tallahassee)
- 200 m: 20,72 s, 16. April 1977, Baton Rouge
- 220 Yards: 20,6 s, 1. Mai 1976, Gainesville